# Nombre de Dios (Colón)
Nombre de Dios es un corregimiento del distrito de Santa Isabel en la provincia de Colón, República de Panamá. La localidad tenía 1.130 habitantes en 2010.
Fue uno de los primeros asentamientos europeos en América, considerándose la población más antigua fundada en la América continental por los europeos todavía habitada.

## Historia

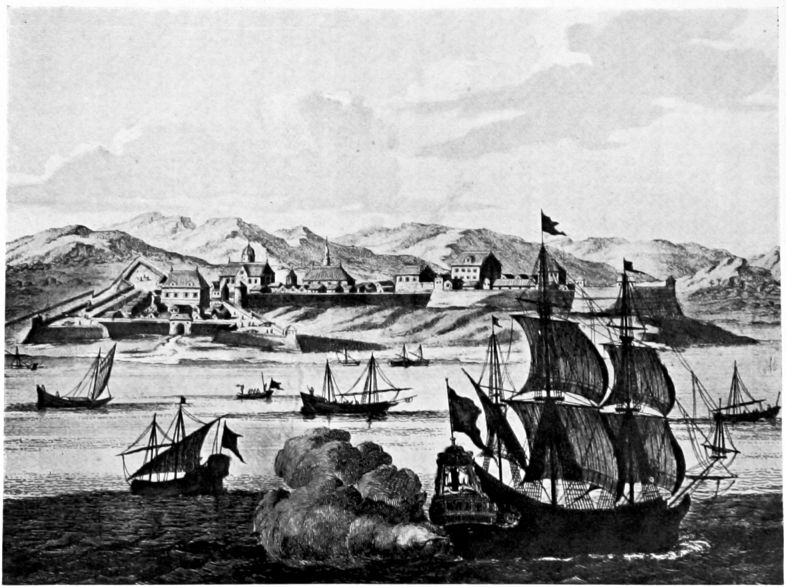
Vista imaginaria de Nombre de Dios. Ilustración de Peter Schenk en Hecatompolis (1672).

El lugar fue explorado en 1502 por Cristóbal Colón, en su cuarto viaje, que lo llamó puerto de Bastimentos.
La ciudad fue fundada en 1510 por Diego de Nicuesa como una colonia española, llamándola Nombre de Dios. Sin embargo, el asentamiento tuvo que ser abandonado, siendo repoblado en 1519 por Diego de Albites para mantener el contacto de la recién fundada Panamá, en la costa del Pacífico, con el mar Caribe.
Nombre de Dios fue el primer puerto en el continente de la Flota de Indias. Se construyó una carretera de piedra de unos 80 km, conocida como «Camino Real», que iba desde Nombre de Dios a la Ciudad de Panamá. Esta carretera conectaba por tierra las rutas comerciales de la Flota de Indias con la Armada del Mar del Sur que partía de Callao.
Nombre de Dios estaba situada cerca de una ciénaga insalubre, en un lugar muy difícil de fortificar, por lo que fue perdiendo importancia progresivamente. Así, fue saqueada en 1572 e incendiada en 1596 por Francis Drake.
Después de 1596, la Flota de Indias cambió Nombre de Dios por la cercana (y más fácilmente fortificable) ciudad de Portobelo. La ciudad quedó casi abandonada.
En la actualidad, pertenece al distrito de Santa Isabel, y es la cabecera del homónimo corregimiento de Nombre de Dios.